# Hŏch’ŏn
Hŏch’ŏn (kor. 허천군, Hŏch’ŏn-kun) – powiat w Korei Północnej, w prowincji Hamgyŏng Południowy. W 2008 roku liczył ok. 147 tys. mieszkańców.
Został wydzielony z części terytorium Tanch’ŏnu i P'ungsanu. Najwyższym szczytem w powiecie jest Kŏmdŏk-san. Około 90% terytorium powiatu stanowią lasy.